# Осокин, Иван Петрович
Иван Петро́вич Осо́кин (1745 — 30 июня [12 июля] 1808, Санкт-Петербург) — российский подполковник, коллежский советник, дворянин (с 1779 года) владелец горных заводов на Урале, один из крупнейших российских промышленников XVIII века.

## Биография
Совладелец, затем владелец Юговского, Курашимского и Верхнетроицкого заводов. В 1760 году построил Нижнетроицкий, в 1761 году — Усень-Ивановский завод. В 1769 году купил у двоюродного деда, Петра Игнатьевича, за 121 тыс. рублей Бизярский, Иргинский и Саранинский заводы. В 1774 году купил с аукциона (у П. А. Келарева и И. Ф. Ляпина) за 25,8 тыс. рублей Пудемский и Мешинский заводы. Также И. П. Осокин владел суконной фабрикой в Казани, мельницами и поташными заводами.
В 1775 году построил Омутнинский завод. К концу 1770-х годов владел 11 горными заводами, в том числе 7 медеплавильными, став одним из крупнейших частных заводчиков в России, хотя производственная мощность его предприятий была относительно небольшой. Так, все 4 чугуноплавильных завода суммарно производили в год около 100 тыс. пудов чугуна, что было меньше объёма производства Нижнетагильского или Невьянского заводов. В 1800 году на трёх медеплавильных заводах Осокина было выплавлено суммарно 2779 пудов меди.
Крестьянская война 1773—75 годов практически не затронула заводы Осокина, в отличие от других металлургических предприятий Урала.
В 1779 году И. П. Осокин перешёл из купечества в дворянское сословие. В 1779 году он получил чин майора, в 1781 году — премьер-майора, а в 1784 году вышел в отставку в чине подполковника.
В конце XVIII века продал Омутнинский и Пудемский заводы А. М. Пастухову, Мешинский завод — Коровину.
В начале XIX века Осокин наделал долгов и обратился во Вспомогательный банк с просьбой принять в залог все его заводы и суконную фабрику. Банк согласился выдать ссуду только под залог заводов, расположенных в Пермской губернии (Юговский, Курашимский, Бизярский, Иргинский и Саранинский). Сумма залога не позволяла расплатиться со всеми кредиторами. В итоге Осокин заложил пять заводов за 730 500 рублей, а 4 апреля 1804 года продал их А. А. Кнауфу за 1,3 млн рублей с выплатой ссуды банку, а разницы — продавцу наличными.
Иван Петрович писал стихи, занимался благотворительностью, оказывал материальную поддержку Г. Р. Державину, когда поэт ещё не пользовался известностью.
Умер 30 июня (12 июля) 1808 года. Похоронен на Лазаревском кладбище Александро-Невской лавры; надгробие работы Мартоса.
Его вдова, Елизавета Ивановна (урождённая Затрапезнова), отказалась от наследства в пользу сыновей. Оставшиеся заводы и фабрики перешли по наследству Осокиным Петру и Гавриилу. Пётр Иванович скончался 29 марта 1810 года, и управлять предприятиями стал Гавриил Иванович. Суммарные долги заводов в 1813 году достигли 740 600 рублей, предприятия закладывались в банках и сдавались в аренду, но наладить производство не удалось. С конца XVIII века заводы И. П. Осокина сокращали объёмы выплавки меди и чугуна. В 1848 году все заводы были проданы. Усень‑Ивановский, Верхний и Нижний Троицкие заводы у наследников Осокина приобрёл Д. Е. Бенардаки.
Внуки И. П. Осокина, Алексей и Пётр Гавриловичи были казанскими губернскими предводителями дворянства, имели чин действительного статского советника.